# Marlene Mathewsová
Marlene Judith Mathewsová AO (později Willardová * 14. července 1934) je bývalá australská olympijská sprinterka. Byla popsána jako „jeden z největších a nejšťastnějších mistrů Austrálie“.